# Nikolaj Nikolaevič Raevskij
Nikolaj Nikolaevič Raevskij in russo Николай Николаевич Раевский? (San Pietroburgo, 25 settembre 1771 – Bovtyška, 28 settembre 1829) è stato un generale e statista russo che ottenne fama per le sue gesta militari nel corso delle guerre napoleoniche.

## Gioventù
Nikolaj Nikolaevič Raevskij nacque a San Pietroburgo, in un'antica nobile famiglia di discendenza scandinava, che lasciò la Danimarca per trasferirsi in Livonia nel XIV secolo. A partire dal XVI secolo, assunsero la nazionalità polacca, ottenendo anche lo stemma Łabędź da re Sigismondo III all'inizio del XVII secolo. Il nonno Semën Raevskij fece parte del Santo Sinodo.
La famiglia acquistò importanza in Russia quando il padre di Raevskij, il colonnello Nikolaj Semënovič Raevskij, comandante dell'elitario reggimento Izmajlovskij, sposò Ekaterina Samojlova. Ekaterina era una dama di compagnia ed amica intima dell'imperatrice Caterina II, oltre che nipote del favorito dell'imperatrice, il principe Potëmkin. Il fratello di Ekaterina era il generale e statista Aleksandr Samojlov.
Nikolaj Semënovič Raevskij fu ucciso in combattimento durante la guerra russo-turca (1768-1774) a Iași, molti mesi prima della nascita del figlio, il generale Nikolaj Raevskij. Non molto dopo la morte del colonnello, l'imperatrice organizzò un nuovo matrimonio per la madre di Raevskij, con un ricco proprietario terriero di nome Lev Davydov, il quale dimostrò di essere un patrigno generoso.
Raevskij fu arruolato dal reggimento Semënovskij in giovanissima età. Il 30 aprile 1777 fu promosso sergente, ed il 1º gennaio 1786 ad alfiere. Il 23 febbraio 1789 fu trasferito presso il reggimento Dragone di Nizhegorodsky col grado di maggiore. Con questo reggimento prese parte alla guerra russo-turca (1787-1792) distinguendosi nella presa della fortezza di Bender e a Bilhorod-Dnistrovs'kyj. Come riconoscimento per il suo valore, Raevskij fu promosso il 1º settembre 1790 al grado di tenente colonnello, prendendo il comando di un reggimento cosacco.
Dopo la firma del trattato di pace, partecipò alla guerra russo-polacca del 1792 col reggimento Dragone di Nizhegorodsky. Per questa campagna militare ricevette il 28 giugno 1792 l'Ordine di San Giorgio di 4º grado, e la spada d'oro con l'inscrizione per il coraggio.
Quando nel 1796 scoppiò la guerra con la Persia, Raevskij, sotto il comando del conte Valerian Aleksandrovič Zubov, partecipò alla presa di Derbent e ad altri scontri.
Dopo la sua ascesa al trono, l'imperatore Paolo I richiamò l'esercito in Russia, e congedandolo dal servizio militare a causa del suo legame col principe Potemkin, odiato da Paolo. Dopo l'omicidio di Paolo, e l'ascesa al trono di Alessandro I, Raevskij rientrò nell'esercito e fu promosso maggiore generale.

## Guerre napoleoniche

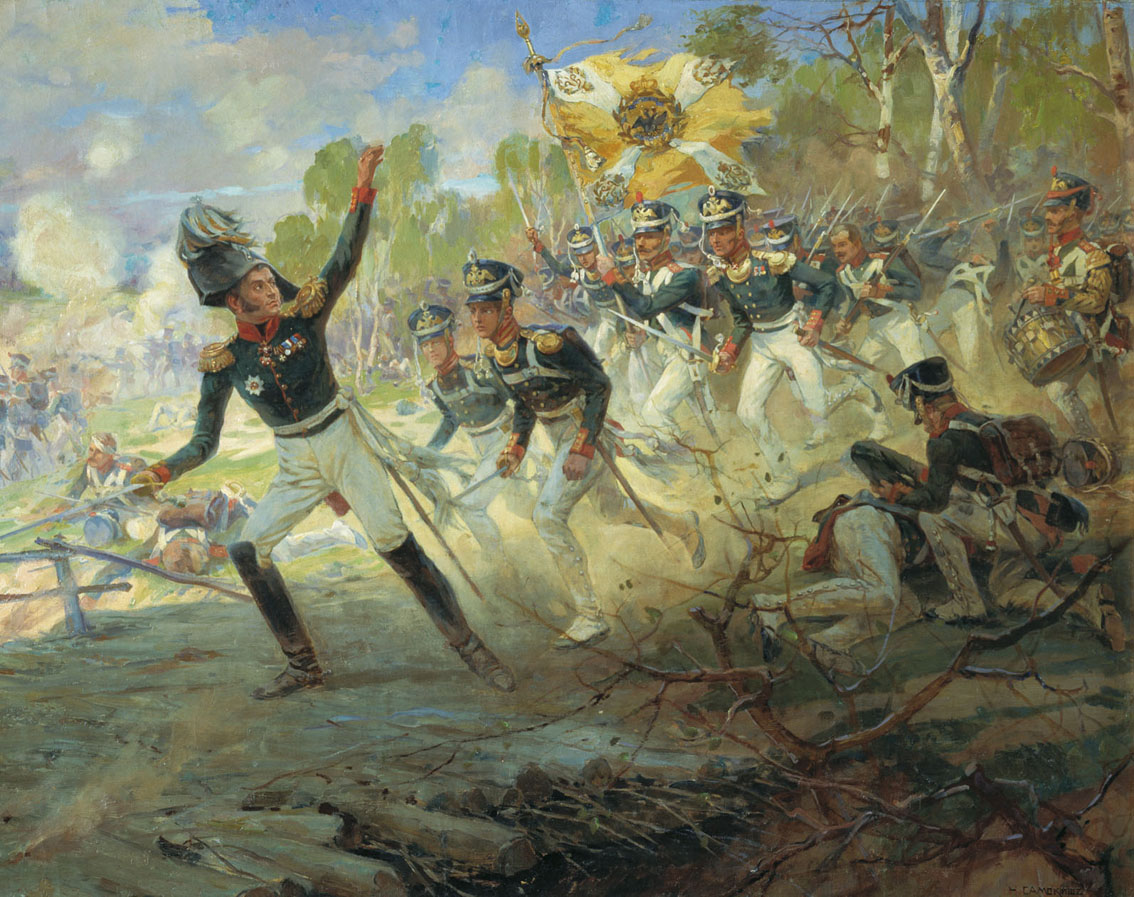
Il generale Raevskij in battaglia

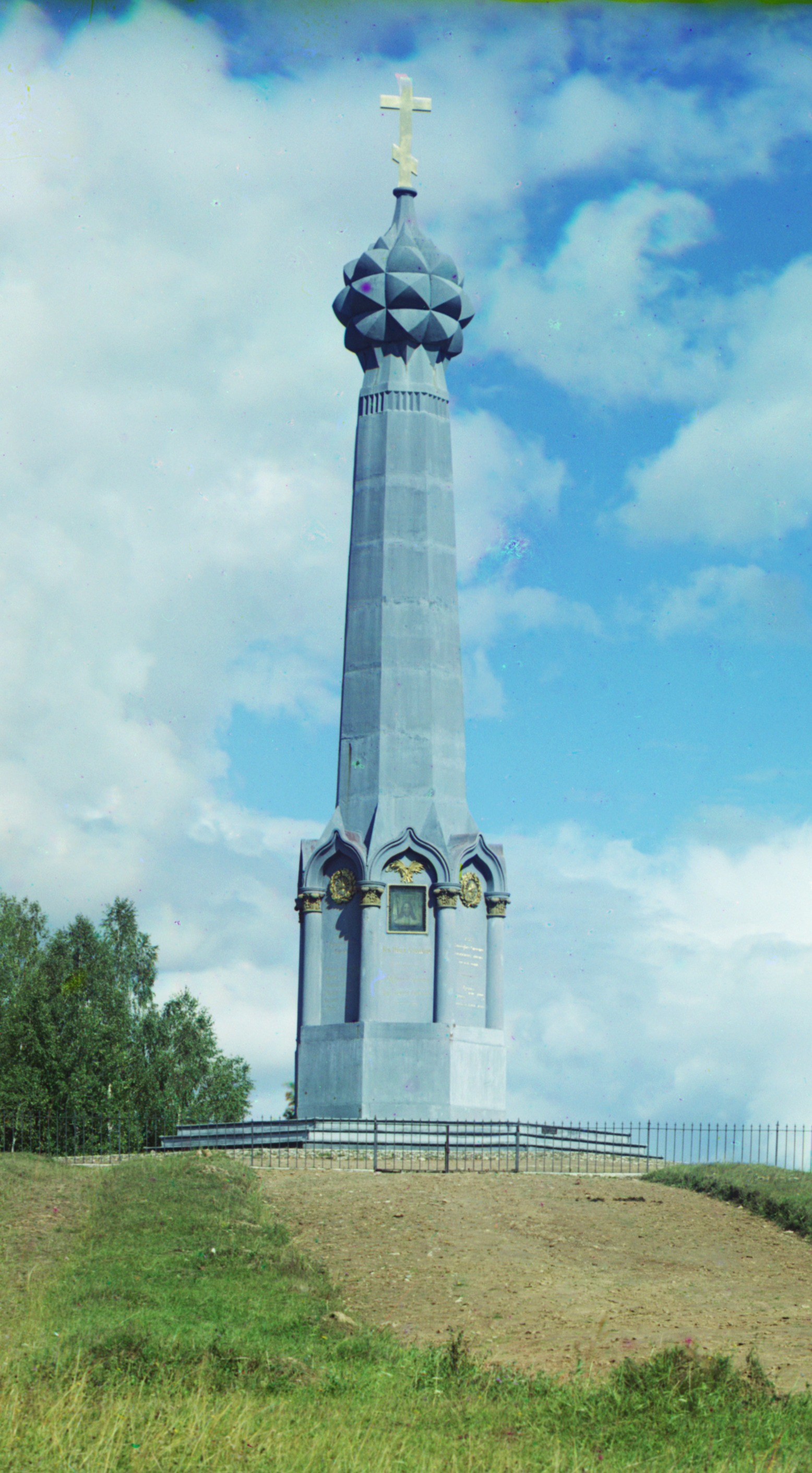
Il grande monumento dedicato alla ridotta di Raevskij da Nicola I di Russia nel 1839

Dopo i fallimenti russi all'inizio delle guerre napoleoniche, Raevskij tornò sul campo il 25 aprile 1807. Operò con il principe Pëtr Ivanovič Bagration nell'avanguardia dell'esercito russo. Durante la campagna del 1806–1807, Raevskij si distinse in numerose battaglie, e gli fu conferito l'Ordine di San Vladimiro di 3º grado. Raevskij, ferito nella battaglia di Heilsberg, comandò gruppi di prima linea nella battaglia di Friedland.
Dopo la firma della Pace di Tilsit, Raevskij combatté nella guerra di Finlandia, e fu presente a tutti gli scontri più importanti. Per questa campagna ricevette l'Ordine di San Vladimiro di 2º grado, ed il grado di tenente generale. La guerra terminò, ed egli seguì il conte Nikolaj Michajlovič Kamenskij nell'esercito moldavo, che prese parte alla guerra russo-turca (1806-1812). Il suo forte carisma si fece sentire nella presa di Silistra.
Durante la Campagna di Russia di Napoleone, Raevskij guidò il 7º corpo di fanteria, una parte del 2° esercito guidato dal principe Pëtr Bagration. In prima linea, Raevskij fu responsabile del rallentamento dell'avanzata di Davout verso Mosca. Dopo la battaglia di Saltanovka si ritirò a Smolensk, dove partecipò alla battaglia cittadina. Durante la battaglia di Borodino protesse il fianco destro dell'esercito russo, azione meglio nota come ridotta di Raevskij, guadagnandosi l'Ordine di San Giorgio di 3º grado. In seguito inseguì la Grande Armata partecipando anche alla battaglia di Malojaroslavec ed alla battaglia di Krasnoi, in cui aiutò a sconfiggere il maresciallo Ney.
Raevskij comandò i granatieri e protesse la ritirata durante la battaglia di Bautzen. Dopo che Austria e Prussia si unirono agli Alleati, gli uomini di Raevskij si allearono con l'esercito boemo comandato da Karl Philipp Schwarzenberg. Ricevette l'Ordine di San Vladimiro di 1º grado per la battaglia di Kulm. Nei pressi di Wachau fu ferito gravemente. Per quanto fatto in battaglia fu promosso a generale (8 ottobre 1813) e ricevette l'Ordine militare di Maria Teresa di 3º grado. Quando l'esercito russo entrò in Sassonia, Raevskij fu obbligato a tornare in Russia a causa della salute precaria.
Dopo la guarigione Raevskij si riunì all'esercito sul Reno, assumendo il comando al posto di Peter Wittgenstein, e guidandolo nella presa di Parigi. Dopo la sconfitta di Napoleone, al generale Raevskij fu concesso l'onore di entrare a Parigi al fianco di Alessandro I.

## Ultimi anni e famiglia
Nel 1794 Raevskij sposò Sofija Aleksandrovna Konstantinova, figlia di Alexej Konstantinov, bibliotecario di Caterina II, e di Elena Mikhailovna Lomonosova, figlia dello scienziato Michail Vasil'evič Lomonosov. Sofia portò con sé una consistente dote, comprendente una proprietà ad Oranienbaum con oltre seimila servi. Ebbero sette figli:
- Aleksandr Nikolaevič (1795-1868);
- Ekaterina Nikolaevna (1797-1885), damigella d'onore, sposò Michail Fëdorovič Orlov;
- Nikolaj Nikolaevič (1801-1843);
- Sofija Nikolaevna (1802);
- Elena Nikolaevna (1803-1852), damigella d'onore;
- Marija Nikolaevna (1805-1863), sposò Sergej Grigor'evič Volkonskij;
- Sofija Nikolaevna (1806-1883), damigella d'onore.

Dopo il termine delle guerre napoleoniche, Raevskij si trasferì con la famiglia a Bovtyška, una delle proprietà lasciategli dal patrigno. Bovtyška si trovava sulle rive del fiume Dnepr, nell'Oblast' di Kirovohrad, in Ucraina. La terra era fertile, ed erano oltre diecimila i servi che la coltivavano.
Nel maggio 1821, durante una visita al Caucaso, Raevskij fece amicizia col giovane Alexander Pushkin, e viaggiò con lui in Crimea. Puškin sarebbe poi diventato grande amico dei figli di Raevskij, dei suoi generi, e del fratellastro Vasilij Davydov, tutti membri della Società Meridionale che aiutò ad organizzare la rivolta decabrista del 1825. Il primogenito del generale, Alessandro, fu colui che ispirò il protagonista del poema di Puškin intitolato Il Demone, mentre gli scherzi della piccola Marija ispirarono a Puškin la scrittura dei più famosi versi della letteratura russa ("Eugenio Onegin", I-XXXIII).
La figlia preferita di Raevskij, Marija, si sposò all'età di diciannove anni con il principe Sergej Grigor'evič Volkonskij, un ricco aristocratico liberale che aveva combattuto al fianco di Raevskij durante le guerre napoleoniche. La figlia maggiore di Raevskij, Ekaterina, sposò il ricco e giovane generale Michail Fëdorovič Orlov, anch'egli veterano delle guerre napoleoniche.
Un tempo interessato nella discussione di riforme liberali, democrazia occidentale e dell'insegnamento dei filosofi illuministi, dal 1825 Raevskij abbandonò il suo idealismo giovanile, rifiutando l'idea che la Russia potesse essere qualcosa di diverso dalla monarchia assoluta. I figli di Raevskij ed il genero, Michail Orlov, uscirono dalla Società Meridionale' molto prima della rivolta decabrista, non prendendone parte. Il fratellastro di Raevskij, Vasilij Davydov, ed il principe Volkonskij rimasero invece nella società. Furono arrestati con i compagni cospiratori pochi giorni dopo la rivolta del dicembre 1825, e furono condotti a San Pietroburgo. Furono rinchiusi per molti mesi, interrogati, processati, e condannati ai lavori forzati ed all'esilio in Siberia. Nonostante i desideri del padre, Marija lottò per il diritto di seguire il marito in Siberia, e riuscì a convincere l'imperatore a permetterle di condividere l'esilio del principe Volkonskij. I Volkonskij rimasero in Siberia per oltre trent'anni. Gli fu permesso il ritorno nella Russia europea solo dopo la morte di Nicola I, avendo ricevuto il perdono dal figlio Alessandro II. Il coraggio di Marija, e quello delle altre mogli dei decambristi, fu romanticizzato da Nekrasov nel poema "Donne russe".
Raevskij morì a Bovtyška quattro anni dopo, distrutto ed amareggiato, a causa della polmonite contratta durante il viaggio per chiedere all'imperatore la grazia per conto della figlia. Si dice che sul letto di morte vide un ritratto della figlia Marija e sussurrò: "Questa e la donna più notevole che io abbia conosciuto".

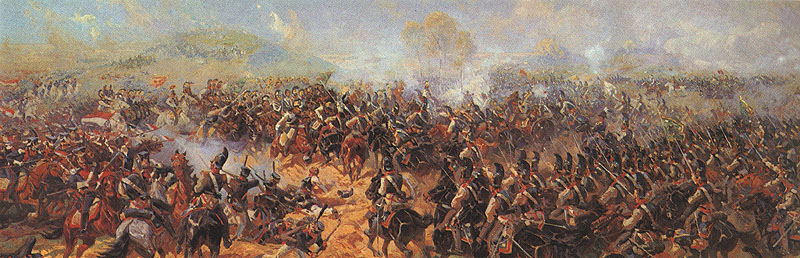
La ridotta di Raevskij nella battaglia di Borodino